# اسوانانوا (کارولینای شمالی)
اسوانانوا (به انگلیسی: Swannanoa) شهری در ایالت کارولینای شمالی کشور ایالات متحده آمریکا است که جمعیت آن در سرشماری سال ۲۰۱۰ میلادی، ۴٬۵۷۶ نفر بوده‌است.